# Кашъл
Вижте пояснителната страница за други значения на Кашъл.
Кашъл (на английски: Cashel; на ирландски: Caiseal Mumhan) е град в централната южна част на Ирландия, провинция Мънстър, на графство Типърари. Намира се на 24 km северно от административния център на южната част на графство Типърари град Клонмел. Шосеен транспортен възел. Популярен е с историческия обект Рок ъф Кашъл (Rock of Cashel), заради, който е посещаван ежегодно от около 250 000 туристи. Населението му е 2413 души от преброяването през 2006 г. 

## Личности, свързани с Кашъл
- Робърт Пийл (1788 – 1850), британски политик